# Fauna (gioco)
Fauna è un gioco da tavolo in stile tedesco di Friedemann Friese pubblicato nel 2008 dove i giocatori sono chiamati ad indovinare le principali caratteristiche degli animali come peso, lunghezza o altezza, lunghezza della coda e le zone di terra o di mare dove vivono posizionando i propri segnalini (cubetti) sulla plancia.
Il gioco ha vinto nel 2010 il premio Juego del Año.

## Il gioco
I giocatori decidono innanzitutto con quale difficoltà giocare; il gioco infatti prevede animali dalle caratteristiche più semplici riconoscibili dal bordo verde e altri con caratteristiche più difficili riconoscibili dal bordo nero. Dopo che le schede animali sono state scelte e posizionate all'interno del portaschede e ogni giocatore ha ricevuto i segnalini del proprio colore si passa alla valutazione della prima carta animale.
La carta riporta alcune informazioni visibili che si trovano nella metà superiore della carta e altre non visibili coperte dal portaschede.
Ad ogni turno i giocatori dovranno indovinare le zone di diffusione e le misure dell'animale posizionando i segnalini sulla mappa del mondo o sulle scale di misura disponibili sulla plancia di gioco a partire dal giocatore di mano e proseguendo in senso orario. I segnalini vengono posizionati sulle caselle lasciate libere dai giocatori precedenti e non è necessario posizionare in un turno tutti i segnalini a propria disposizione. Quando nessun giocatore vuole posizionaere un altro segnalino il turno finisce e viene calcolato il punteggio. Innanzitutto si prende la scheda animale dal portaschede che riporta nella metà inferiore (fino a poco prima coperta) tutte le zone e tutte le misure corrette che andranno riportate sulla plancia posizionando dei cubetti di colore nero. Per ogni segnalino piazzato su una zona o una misura esatta si guadagnano dei punti. Vengono inoltre assegnati punti anche per i segnalini posizionati nelle zone adiacenti a quella esatta (se l'animale vive in 16 zone o meno) e per le caselle adiacenti alle misure corrette. I segnalini posizionati in modo errato vengono scartati, ma potranno essere recuperati, uno alla volta, all'inizio di un nuovo turno. Il gioco termina al raggiungimento o al superamento del punteggio necessario.

## Premi e riconoscimenti
Il gioco ha vinto i seguenti premi e avuto i seguenti riconoscimenti:
- 2012
  - Hungarian Board Game Award Special Prize: vincitore
- 2011
  - Lys Grand Public: finalista
  - Gra Roku Game of the Year: nominato
- 2010
  - Vuoden Peli Family Game of the Year: nominato
  - Juego del Año: vincitore
  - Hra roku: nominato
  - Årets Spill Best Party Game: nominato
- 2009
  - Spiel des Jahres: nominato
  - Kinderspielexperten "8-to-13-year-olds": nominato
  - Deutscher Lernspielpreis "9 years and up": nominato